# Міст Міндауґаса
Міст Міндаугаса (лит. Mindaugo tiltas) — міст у Вільнюсі, Литва. Він перетинає річку Неріс і з'єднує район Жірмунай зі Старим містом Вільнюса. Міст був названий на честь Міндаугаса, короля Литви і був відкритий у 2003 році під час святкування 750-ї річниці коронації Міндаугаса. Міст 101 метр у довжину та 19,7 метра у ширину.

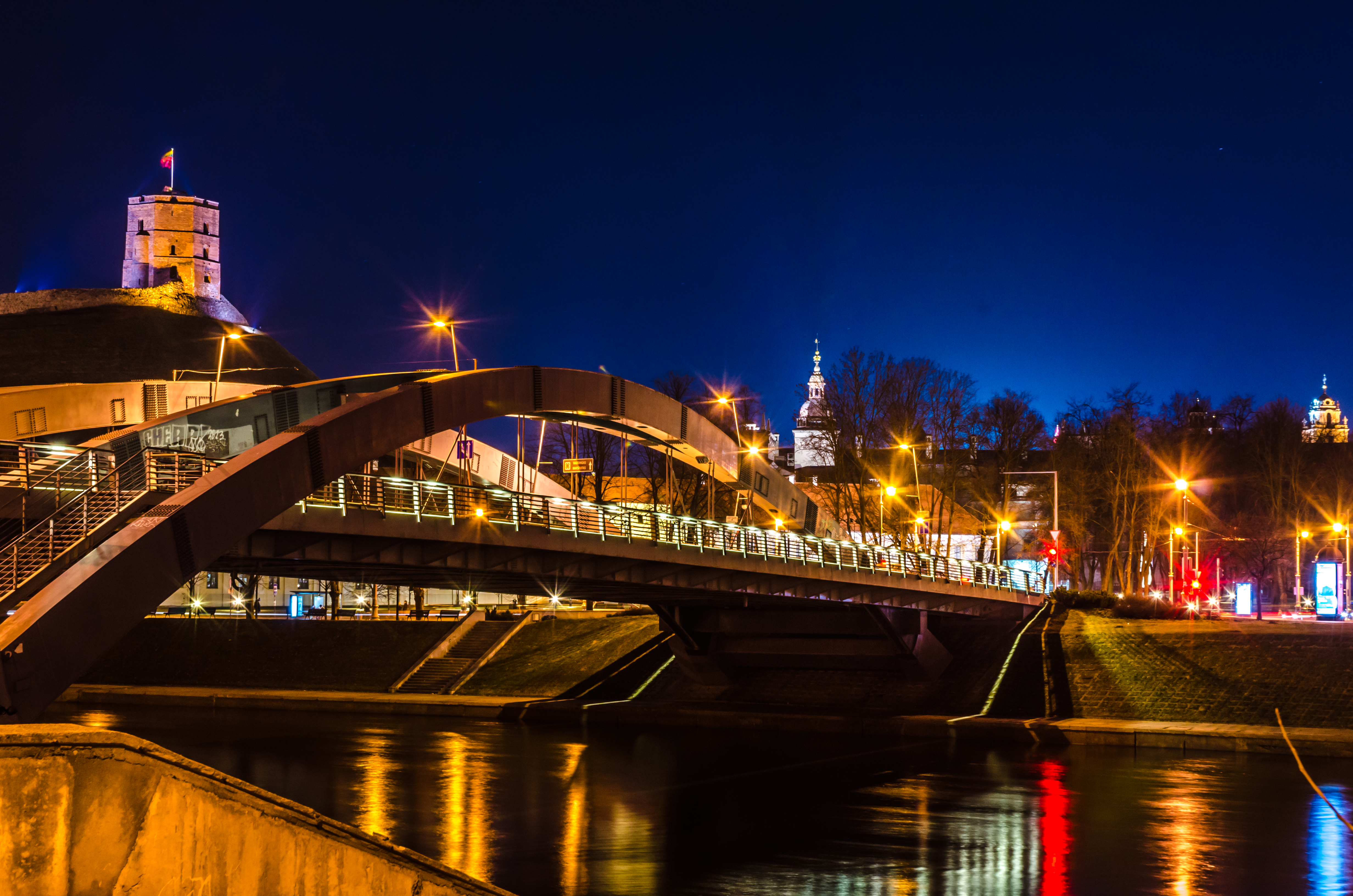
Міст вночі.
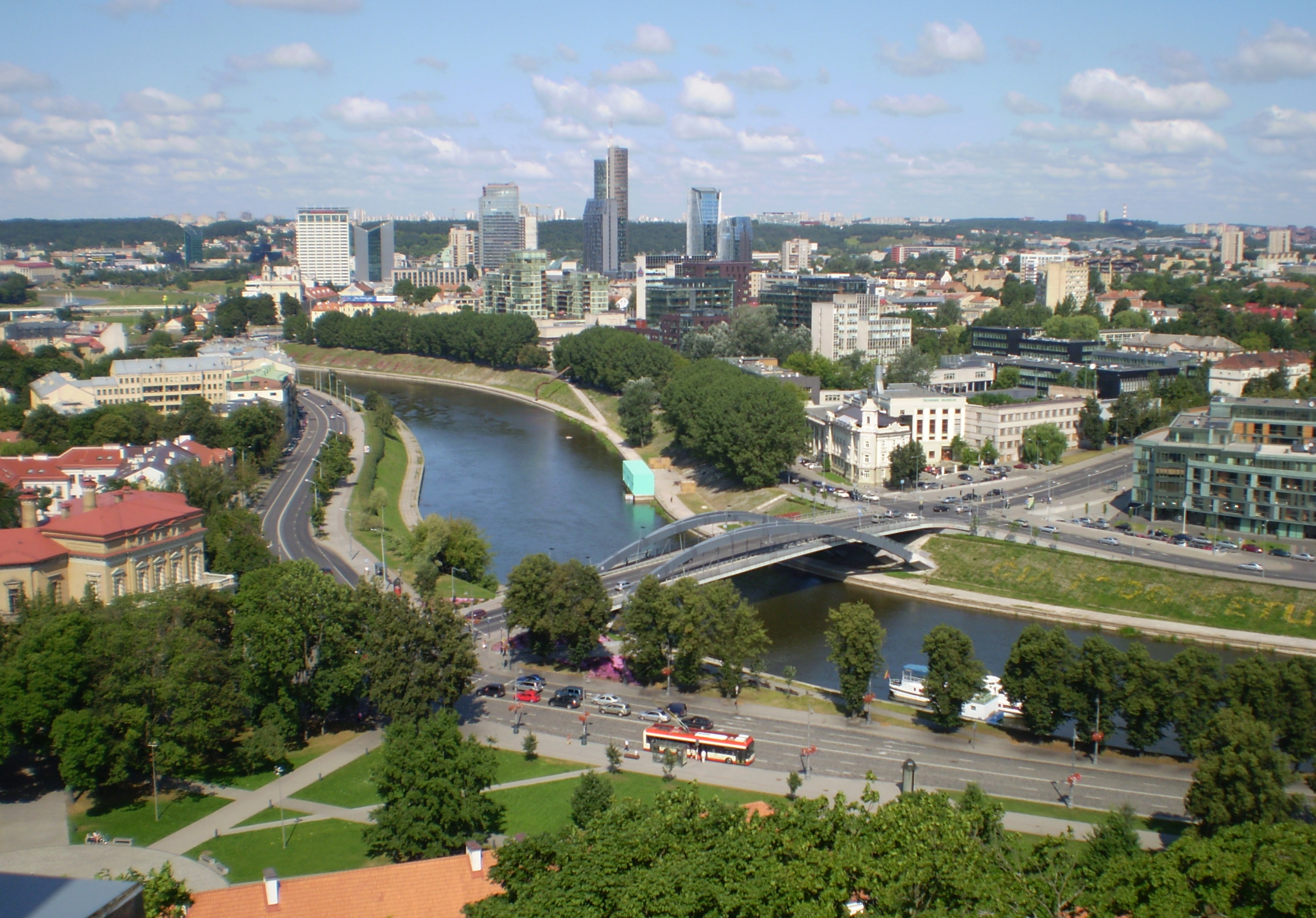
Вигляд мосту з вершини вежі Гедиміна .